# Antonio Rattín
Antonio Rattín (16 de maig de 1937) és un exfutbolista argentí.

## Selecció de l'Argentina
Va formar part de l'equip argentí a la Copa del Món de 1962 i 1966.

## Referències

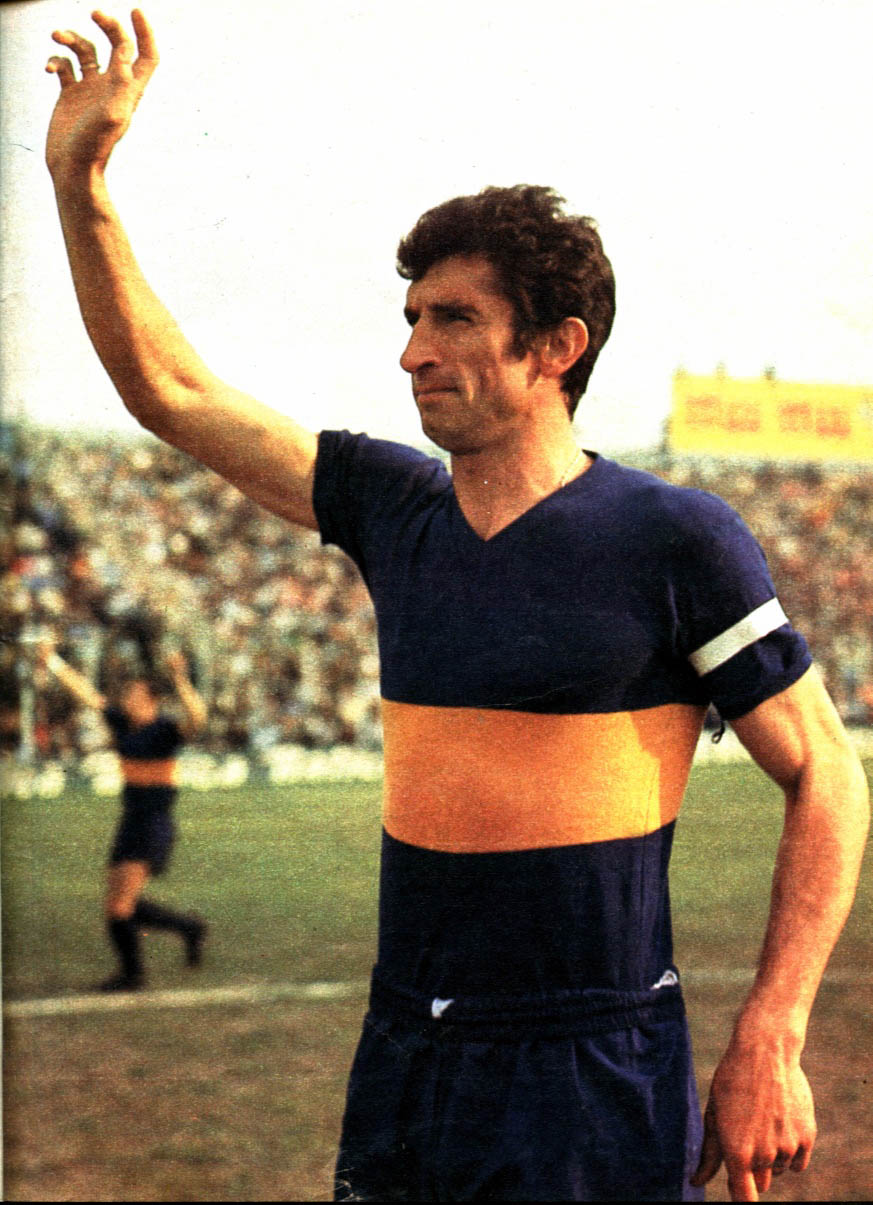
Rattín a Boca Juniors cap el 1969.